# Питом
Питом е град в Египет. Според Библията Питом е скъпоценен град, построен за фараон Рамзес II.